# Lars-Olof Höök
Lars-Olof Höök, född 1 mars 1945 i Danderyd, är en svensk f.d. friidrottare som tävlade i längdhopp. Han tävlade för SoIK Hellas (fick titeln "Årets Hellen" år 1968) och utsågs 1967 till Stor grabb nummer 241 i friidrott.
Han var svensk rekordhållare i längdhopp åren 1968 till 1978. Han vann sju konsekutiva SM-tecken i längdhopp utomhus 1963 till 1969 och tre SM-tecken inomhus. Han var med och kom på niondeplats vid inomhus-EM både 1969 och 1971.

## Karriär (längdhopp)
Lars-Olof Höök vann SM i längdhopp utomhus åren 1963 till 1969 med resultaten 7,33, 7,40, 7,34, 7,52, 7,31, 7,48 resp. 7,71.
Inomhus vann han tre SM-guld, åren 1966, 1969 och 1970 på 7,09, 7,38 resp. 7,63.
Han toppade Sverige-bästa-listan åren 1965, 1966, 1968 och 1969 med resultaten 7,50, 7,64, 7,90 resp. 7,80.
Den 18 juli 1968 förbättrade han Torgny Wåhlanders svenska rekord från 1960 (7,66) genom att i Stockholm hoppa 7,90. Höök fick behålla rekordet till 1978 då Ulf Jarfelt övertog det med ett hopp på 7,94. Höök var även med vi OS i Mexico City detta år, och kom där på 14:e plats (han hoppade direkt efter Bob Beamon som satte världsrekord med 8,90 i sitt första hopp i tävlingen).
1969 var med i det årets inofficiella inomhus-EM ("European Indoor Games") i Belgrad där han kom nia.
Han var med vid det första officiella inomhus-EM 1971 i Wien och kom även där på nionde plats.

### Övrigt
Han ingick 1966 i det Hellas-lag som vann SM på 4x100.